# John Edwards (pintor)
John Edwards (1742 - Hampstead, 31 de agosto de 1815) fue un botánico, pintor, diseñador, e ilustrador inglés, reconocido por su publicación serial, The British Herbal.
Hasta 1778, vivió en Londres, y se mudó a Surrey, y expuso ante la Royal Academy y la Society of Artists, de las cuales era miembro. Edward también produjo diseños textiles, especialmente para calicó. Publicó en partes mensuales The British Herbal Containing One Hundred Plates of The most beautiful and scarce Flowers and Useful Medicinal Plants (Hierbas británicas conteniendo cien planchas de las más bellas y escasas flores y plantas medicinales útiles) entre 1769 y 1770, cubriendo flores exóticas y nativas, usando texto obtenido de diversas fuentes y sus propias planchas grabadas y coloreadas a mano.

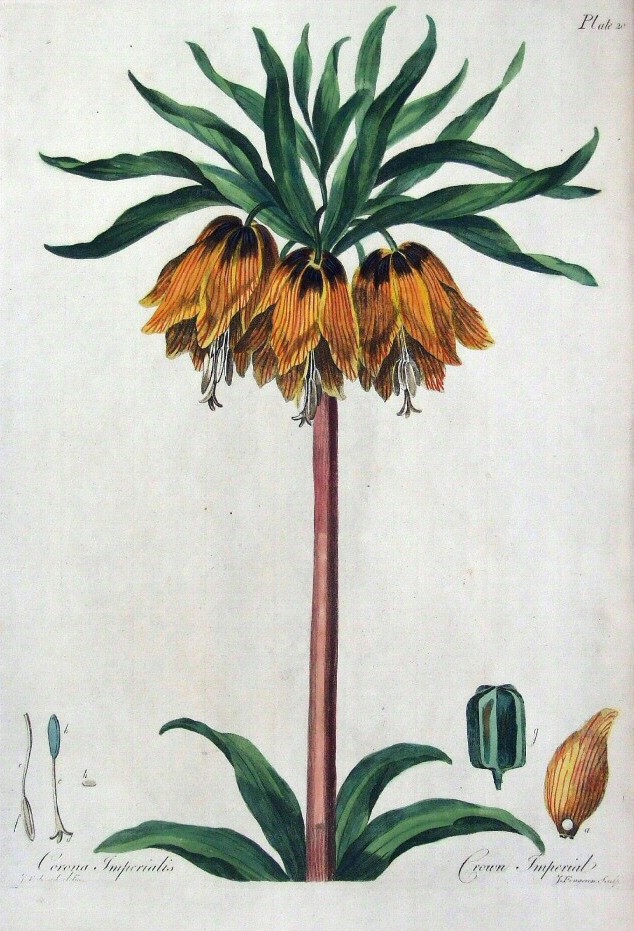
Crown Imperial FritallariaThe British Herbal

A Collection of Flowers Drawn after Nature & Disposed in an Ornamental & Picturesque Manner, fue su siguiente aventura editorial. Las fechas de impresión de las placas muestran que había comenzado el proyecto en 1783, completando 79 placas a través de los años 1780 y 1790. Edwards diseñó, los grabados al agua fuerte y coloreando todas las placas por sí mismo, teniendo así el control total de la operación.